# Caninus
I Caninus sono stati un gruppo deathgrind statunitense, formato a Brooklyn nel 1992 dal leader dei Most Precious Blood, Justin Brannan.
Il gruppo aveva la particolarità di essere "fronteggiato" da due pitbull, Budgie e Basil, entrambe femmine, in veci di "cantanti". Facevano parte del gruppo anche il chitarrista Rachel Rosen e il batterista Colin Thundercurry. Brannan, Rosen e Thundercurry utilizzano tutti dei "soprannomi".
Nel 2004 pubblicarono il loro primo album, Now the Animals Have a Voice, per la War Torn Records.
Nel 2005 sono stati pubblicati altri due album, questa volta split eseguiti rispettivamente con Hatebeak e Cattle Decapitation.
Il 5 gennaio 2011 Basil, una delle due pitbull è morta a causa di un tumore al cervello. A seguito della sua morte la band è stata sciolta. L'altra pitbull, Budgie, è morta nel 2016 all'età di 16 anni.

## Formazione

### Formazione attuale
- Sudz Exodus - chitarra
- Belle Molotov - chitarra
- Buddy Bronson - basso
- Thunder Hammer Attack - batteria

### Ex componenti
- Basil -  voce (2001-2011)
- Budgie - voce (2000-2016)

## Discografia
- 2004 - Now the Animals Have a Voice
- 2005 - Bird Seeds of Vengeance/Wolfpig (split)
- 2005 - Cattle Decapitation/Caninus (split)